# Yvette van Daelen
Yvette Valérie van Daelen (12 juli 1995) is een Nederlands voormalig voetballer die uitkwam voor PEC Zwolle. Ze begon haar carrière bij VV Heino, ze stapte echter na de C1 over naar FC Twente, om daar haar loopbaan te vervolgen. In april 2020 gaf ze aan te stoppen met voetbal en zich te concentreren op haar maatschappelijke carrière. Hierna sloot ze zich aan bij Be Quick '28. Na 3 seizoenen bij Be Quick ‘28 maakt ze haar carrière af bij VV Berkum waar ze na één seizoen vertrok.

## Carrièrestatistieken
| Seizoen                      | Club            | Land            | Competitie            | Competitie | Competitie | Beker | Beker | Internationaal | Internationaal | Overig | Overig | Totaal | Totaal |
| Seizoen                      | Club            | Land            | Competitie            | Wed.       | Dlp.       | Wed.  | Dlp.  | Wed.           | Dlp.           | Wed.   | Dlp.   | Wed.   | Dlp.   |
| ---------------------------- | --------------- | --------------- | --------------------- | ---------- | ---------- | ----- | ----- | -------------- | -------------- | ------ | ------ | ------ | ------ |
| 2012/13                      | PEC Zwolle      | Nederland       | BeNe League Orange    | 5          | 0          | 0     | 0     | –              | –              | –      | –      | 5      | 0      |
| 2012/13                      | PEC Zwolle      | Nederland       | Women's BeNe League B | 8          | 2          | 1     | 0     | –              | –              | –      | –      | 9      | 2      |
| 2013/14                      | PEC Zwolle      | Nederland       | Women's BeNe League   | 16         | 1          | 2     | 1     | –              | –              | –      | –      | 18     | 2      |
| 2014/15                      | PEC Zwolle      | Nederland       | Women's BeNe League   | 24         | 3          | 2     | 1     | –              | –              | –      | –      | 26     | 4      |
| 2015/16                      | PEC Zwolle      | Nederland       | Eredivisie            | 18         | 0          | 1     | 0     | –              | –              | –      | –      | 19     | 0      |
| 2016/17                      | PEC Zwolle      | Nederland       | Eredivisie            | 23         | 4          | 2     | 5     | –              | –              | –      | –      | 25     | 9      |
| 2017/18                      | PEC Zwolle      | Nederland       | Eredivisie            | 24         | 3          | 1     | 0     | –              | –              | –      | –      | 25     | 3      |
| 2018/19                      | PEC Zwolle      | Nederland       | Eredivisie            | 23         | 1          | 4     | 1     | –              | –              | –      | –      | 27     | 2      |
| 2019/20                      | PEC Zwolle      | Nederland       | Eredivisie            | 3          | 0          | 1     | 1     | –              | –              | 4      | 0      | 8      | 1      |
| Carrière totaal              | Carrière totaal | Carrière totaal | Carrière totaal       | 144        | 14         | 14    | 9     | 0              | 0              | 4      | 0      | 162    | 23     |
| Bijgewerkt tot 30 april 2020 |                 |                 |                       |            |            |       |       |                |                |        |        |        |        |

## Interlandcarrière

### Nederland onder 19
Op 22 oktober 2012 debuteerde Van Daelen voor het Nederland –19 in een vriendschappelijke wedstrijd tegen Israël –19 (2 – 0 winst).
| Interlands van Yvette van Daelen | Interlands van Yvette van Daelen | Interlands van Yvette van Daelen | Interlands van Yvette van Daelen | Interlands van Yvette van Daelen | Interlands van Yvette van Daelen |
| №                                | Datum                            | Wedstrijd                        | Uitslag                          | Soort Wedstrijd                  | Doelpunten                       |
| Als speler bij PEC Zwolle        | Als speler bij PEC Zwolle        | Als speler bij PEC Zwolle        | Als speler bij PEC Zwolle        | Als speler bij PEC Zwolle        | Als speler bij PEC Zwolle        |
| -------------------------------- | -------------------------------- | -------------------------------- | -------------------------------- | -------------------------------- | -------------------------------- |
| 1.                               | 22 oktober 2012                  | Nederland – Israël               | 2 – 0                            | Kwalificatie EK 2013 –19         | 0                                |
| 2.                               | 22 november 2012                 | Nederland – Frankrijk            | 3 – 1                            | Vriendschappelijk                | 0                                |
| 3.                               | 24 november 2012                 | Nederland – Frankrijk            | 0 – 3                            | Vriendschappelijk                | 0                                |